# 大庄科乡
大庄科乡是中国北京市延庆县下辖的一个乡，位于县境东南部。乡政府驻大庄科村。

## 行政区划
大庄科乡下辖29个村委会：东二道河、台自沟、榆木沟、太平庄、黄土梁、大庄科、小庄科、里长沟、河北、河南、董家沟、慈母川、沙门、景沟、沙塘沟、霹破石、铁炉、西沙梁、瓦庙、车岭、松树沟、暖水面、水泉沟、旺泉沟、龙泉峪、香屯、东三岔、解字石、东王庄。